# Cauwerburg
Cauwerburg is een wijk in Temse, een dorp in de Belgische provincie Oost-Vlaanderen. De wijk ligt in het westen van het dorpscentrum, tussen Temse en Tielrode. Ten zuiden stroomt de Schelde.

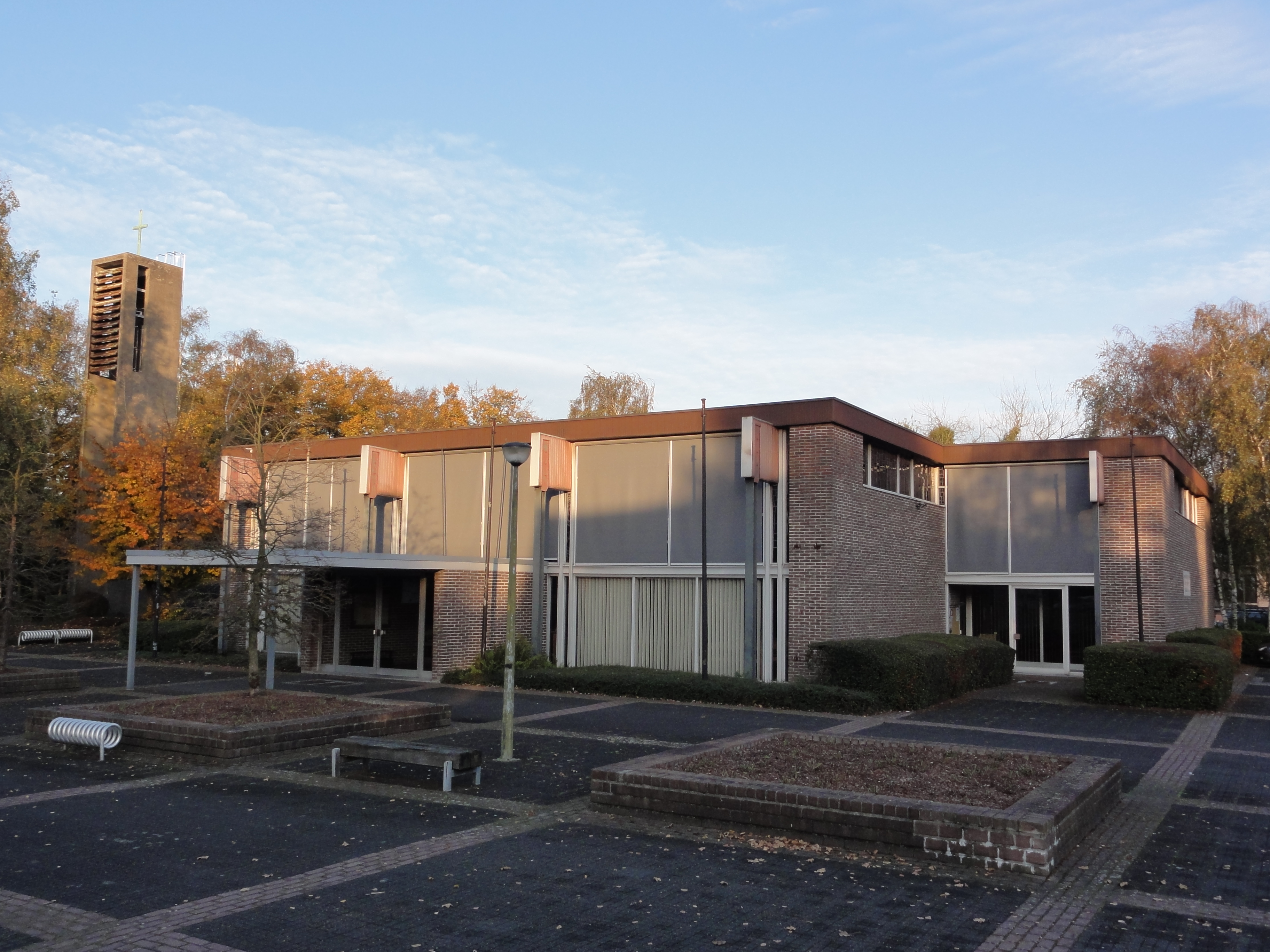
Heilig Hartkerk

## Geschiedenis
Langs de weg van Temse naar Tielrode (oude benaming Cauwerburgdreef of Lage Heirweg) stond vroeger het kasteel van Cauwerburg, net ten noorden van de Schelde. Het 17de-eeuwse Schaliënhuis was het wetshuis van de heerlijkheid Cauwerburg. In het oosten was op de plaats van een bron een kapelletje opgetrokken in 1607. De Ferrariskaart uit de jaren 1770 duidt hier het omwalde kasteel aan en toont ook al wat verspreide bebouwing en het kapelletje. De kapel werd op het eind van de 18de eeuw gesloopt bij de Franse Revolutie, maar in 1814 werd een nieuwe Heilige Amelbergekapel opgetrokken. Rond 1808 werd het kasteel afgebroken. In 1963 werden over het terrein van het voormalige kasteel de Peter Benoitlaan en Albrecht Rodenbachlaan aangelegd.
De Atlas der Buurtwegen uit het midden van de 19de eeuw toont nog steeds een schaarse bebouwing langs de weg naar Tielrode, aangeduid als het gehucht Oevers, op de hoogte net ten noorden van het broek langs de Schelde. In de loop van de eeuw ontwikkelde zich hier een scheepswerf van Bernard Boel, de Boelwerf. Op het eind van de eeuw en het begin van de 20ste groeide het bedrijf sterk en het aantal werknemers steeg. Vlak voor de Eerste Wereldoorlog telde het al 200 werknemers en de oppervlakte van de werf was gegroeid tot 11 hectare.
De bevolking en de bebouwing van het gebied nam toe en in 1939 werd de wijk een zelfstandige parochie, waarvoor een noodkerk werd opgetrokken. Pas in 1970 werd de eerste steen gelegd van een nieuwe Heilig Hartkerk, die in 1973 werd ingewijd.

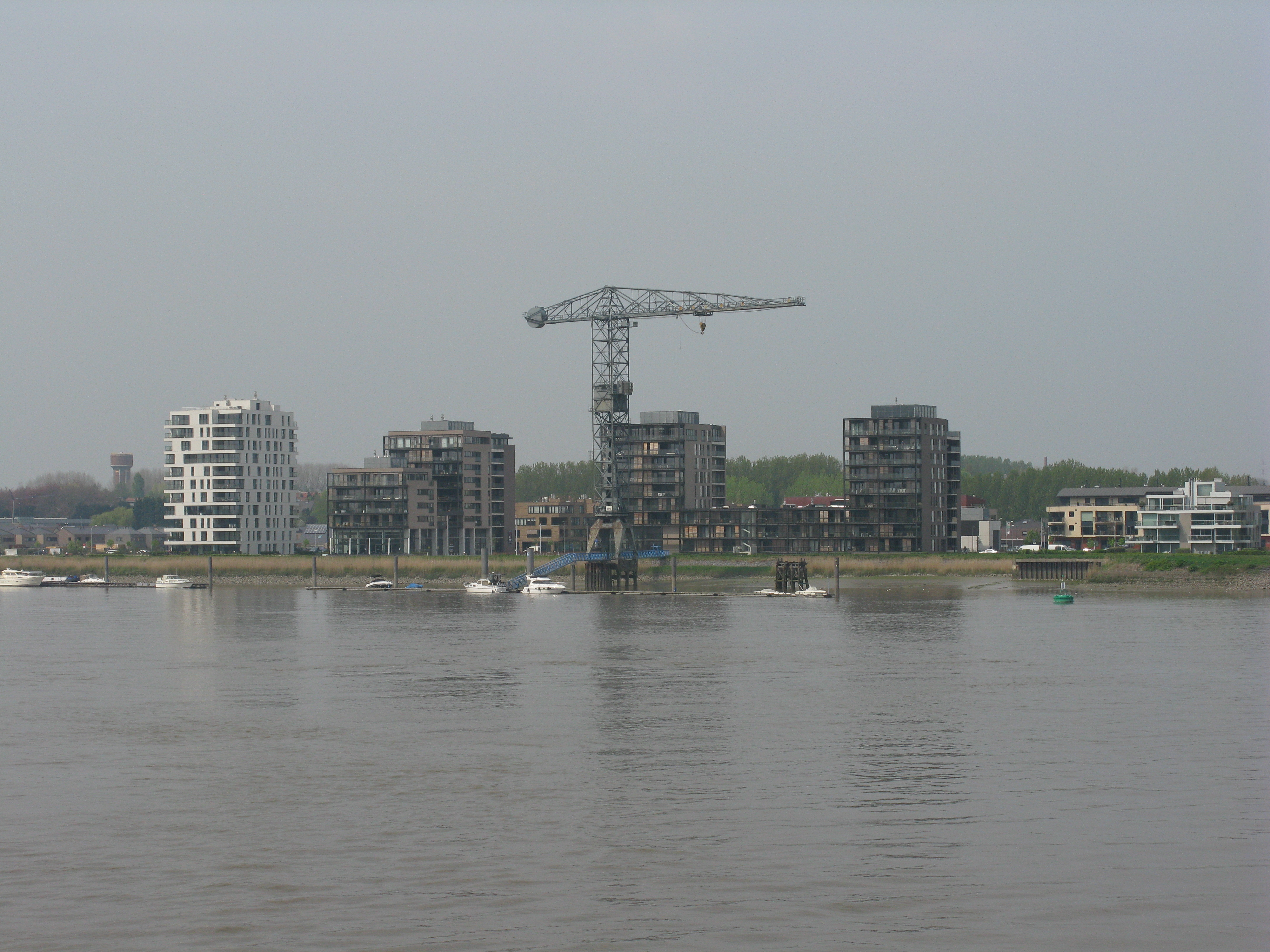
Woonproject op voormalig Boelwerf

De Boelwerf groeide verder uit tot een grote scheepswerf met internationale faam, tot de crisis van de jaren 80 het bedrijf in de problemen bracht en het begin jaren 90 failliet ging. Het bedrijventerrein werd opgekocht en het terrein werd omgedoopt tot De Zaat, waar een nieuwe woonwijk werd opgetrokken.

## Bezienswaardigheden
- de Heilig Hartkerk
- de Heilige Amelbergakapel uit 1814
- het Schaliënhuis uit 1622

Deelgemeenten: Elversele · Steendorp · Temse · Tielrode

Wijken en gehuchten: Cauwerburg · Hollebeek · Velle

Belgische gemeenten · Arrondissement Sint-Niklaas · Oost-Vlaanderen · Vlaanderen